# 22 nm
Il processo costruttivo a 22 nm (22 nanometri) è l'evoluzione del processo a 32 nm utilizzato per i microprocessori Intel e AMD (oltre che per altri tipi di circuiti realizzati da altre società del settore) ed è stato introdotto fra il 2011 e il 2012.
Il termine "22 nm" indica la dimensione media della lunghezza di canale di ogni singolo transistor Mosfet. A titolo di confronto,  il virus dell'HIV è grande circa 120 nm, un globulo rosso umano circa 6000-8000 nm e un capello quasi 80000 nm.
I vantaggi nel passare a questo processo costruttivo e, più in generale, a cercare di migliorare sempre più la miniaturizzazione, sono molteplici: si va dal miglioramento della resa produttiva con conseguente abbattimento di costi (più un processore è "piccolo" e più processori possono essere fabbricati con un solo wafer), alla diminuzione del consumo elettrico, passando per la possibilità di integrare un numero di transistor sempre maggiore con conseguente aumento della potenza elaborativa.

## Primi prototipi
Nel mese di agosto 2008 IBM annunciò di essere riuscita a realizzare le prime celle di memoria SRAM mediante il processo a 22 nm utilizzando, per il momento, wafer da 300 mm.
L'azienda dichiarò che tali celle di memoria (in cui ogni bit è formato da 6 transistor) avevano una superficie di soli 0,1 µm² (micrometri) rispetto a quella di 0,346 µm² di quelle realizzate mediante il processo a 45 nm. IBM tenne inoltre a precisare che la produzione su larga scala di moduli di memoria completi mediante questo processo produttivo avrebbe richiesto almeno un anno.
A novembre 2008 Intel dichiarò di aver completato lo sviluppo del processo produttivo a 32 nm e di aspettarsi di poter essere in grado di realizzare il primo wafer di celle di memoria SRAM a 22 nm nel mese di settembre 2009, come effettivamente avvenuto; ogni chip contenente celle di memoria aveva la capacità di 364 Mbit (45,5 MB) per un totale di 2,9 miliardi di transistor che occupavano lo spazio di un'unghia (si tratta di memorie che a differenza di quelle di IBM sono basate su 8 transistor per ogni bit, al pari di quelle alla base delle cache dei processori Atom e quelli basati sull'architettura Nehalem); la singola cella di memoria realizzata da Intel è al momento la più piccola mai ottenuta, con una superficie pari a 0,092 µm².
I primi processori erano previsti in produzione tra la fine del 2011 e l'inizio del 2012 La joint-venture Intel - Micron Technology prevedeva di produrre le prime memorie NAND flash per la fine del 2009 mentre Toshiba e San Disk prevedevano di poter mettere il commercio le prime memorie NAND flash per la seconda metà del 2010.

## Nuove tecniche per realizzare chip a 22 nm
L'evoluzione dei processi produttivi passa anche attraverso lo sviluppo di nuove tecniche di produzione. Spesso infatti le tecniche che possono venire impiegate con successo se abbinate ad un certo processo produttivo, si rivelano poi inadeguate per una futura generazione.
IBM annunciò di aver messo a punto una nuova tecnica produttiva per realizzare i chip a 22 nm, chiamata Computational Scaling. Si trattava di una tecnica volta a superare una serie di limitazioni delle tecniche litografiche precedenti, attraverso l'impiego di nuovi strumenti matematici per la modellazione e creazione delle maschere utilizzate nella stampa litografica dei componenti.
La grande potenzialità della nuova tecnica risiedeva nella possibilità di adattamento dei macchinari per la produzione di chip a 45 nm alla produzione a 22 nm senza la necessità di sostituzione degli impianti produttivi.
Intel invece avrebbe usato la terza generazione della tecnologia "high-k dielectrics" (strati dielettrici), originariamente introdotta con il processo a 45 nm e impiegata anche in quello a 32 nm, che prevedeva l'uso di ossidi (a base di afnio, titanio e altri metalli) ad alta costante dielettrica, il che consente di ottenere campi elettrici elevati, potendo contare su spessori più elevati, e quindi un leakage inferiore.

## Nuove tecnologie
A metà 2007 Intel dichiarò di avere in sviluppo una nuova tecnologia riguardo al tipo di transistor che il produttore statunitense avrebbe potuto impiegare nei futuri processori. Inizialmente essa avrebbe dovuto essere introdotta nelle CPU basate sul processo produttivo a 32 nm, ma successivamente il suo lancio venne posticipato, e tali processori (basati sulle architetture Westmere e Sandy Bridge) sono arrivati sul mercato usando transistori di tipo tradizionale.
L'annuncio di Intel riguardava una tecnologia che, per la prima volta dal 1950, prevedeva una rivoluzione nella forma dei transistor che sarebbero diventati tri-gate, ovvero contenere non uno ma tre "gate", diventando transistor "a tre dimensioni". Tradizionalmente i transistor hanno una pianta strettamente planare, con i gate che si posizionano in piano attraverso il substrato. Con il disegno tri-gate un singolo gate è immesso sopra due gate verticali, consentendo un'area tre volte maggiore per lo spostamento degli elettroni. Secondo Intel questa caratteristica, in sviluppo dal 2002, avrebbe offerto una maggiore flessibilità tra prestazioni e consumi, riducendo questi ultimi del 35% rispetto all'impiego di transistor tradizionali.
Questa tecnologia è stata confermata il 4 maggio 2011 per l'integrazione nei processori a 22 nm basati sull'architettura Ivy Bridge (evoluzione di Sandy Bridge).

## Nuovi wafer da 450 mm per il processo produttivo a 22 nm
A maggio 2008 Intel, Samsung e TSMC annunciarono di aver raggiunto un accordo per lo sviluppo congiunto di wafer da 450 mm allo scopo di sostituire progressivamente quelli da 300 mm, utilizzati ormai dal 2001, a partire dal processo produttivo a 130 nm. La produzione di questi nuovi wafer avrebbe dovuto iniziare nel 2012 in abbinamento al processo a 22 nm allo scopo di produrre diverse migliaia di die di processore per ogni wafer (circa il doppio rispetto a quanto possibile con i wafer da 300 mm), migliorando la resa produttiva e contribuendo ad ammortizzare i costi di produzione sempre più alti. Successivamente l'introduzione di tali wafer è stata posticipata nel tempo a causa dell'alto costo di aggiornamento dei macchinari e potrebbe arrivare in abbinamento al successivo processo produttivo a 14 nm.

## Il processo successivo
L'evoluzione del processo a 22 nm è quello a 14 nm.